# Борис Корнилов
Борис Петрович Корнилов (29.07.(16.07. по стар стил) 1907 г., Семьонов, Нижегородска губерния – 21 февруари 1938 г., Ленинград) – руски поет.

## Биография
Оженват с Олга Бергголц, но бракът им е кратък (1928-1930)

## Произведения
- „Младост“ (1928),
- „Всички мои приятели“ (1931),
- „Книга стихове“ (1933),
- „Стихове и поеми“ (1933),
- „Стихове и поеми“ (1935),
- „Ново“ (1935),
- „Моята Африка“ (1935)